# Лешковиці (Нижньосілезьке воєводство)
Лешковиці (пол. Leszkowice, нім. Leschkowitz) — село в Польщі, у гміні Пенцлав Ґлоґовського повіту Нижньосілезького воєводства.
Населення — 221 особа (2011).
У 1975-1998 роках село належало до Легницького воєводства.

## Демографія
Демографічна структура станом на 31 березня 2011 року:
|          | Загалом | Допрацездатний вік | Працездатний вік | Постпрацездатний вік |
| -------- | ------- | ------------------ | ---------------- | -------------------- |
| Чоловіки | 111     | 29                 | 77               | 5                    |
| Жінки    | 110     | 20                 | 66               | 24                   |
| Разом    | 221     | 49                 | 143              | 29                   |